# Aita Donostia
Aita Donostia ou José Gonzalo Zulaika Agirre, né le 10 janvier 1886 et mort le 30 août 1956 à Saint-Sébastien, est un prêtre et moine capucin, bertsolari, musicologue, organiste, académicien et compositeur basque.

## Biographie
José Gonzalo Zulaika commence ses études musicales en 1896 à l'école des capucins de Lekaroz dans le Battant, et à l'âge de 11 ans, il compose sa première œuvre, Diana (1897), pour orchestre. En 1908, après avoir été ordonné prêtre de l'Église catholique comme moine capucin, il complète sa formation musicale à Barcelone entre 1912 et 1918, et compose son œuvre principale, Preludios vascos (les Préludes basques), un ensemble quinze pièces pour piano inspirées de la musique traditionnelle basque, disposées de manière romantique à la manière de Robert Schumann ou Edvard Grieg. Il compose également pour l'orgue. Sa contribution dans le domaine de la musique chorale basque est très importante. Il participa également au développement du Musée Basque et de la Tradition Bayonnaise dès sa fondation en 1922-1924.  
De 1936 à 1943, il vécut en exil en France.
Bien qu'il n'ait pas appris le basque à domicile, Aita Donostia est nommé en 1932 membre titulaire de l'Euskaltzaindia ou Académie de la langue basque.

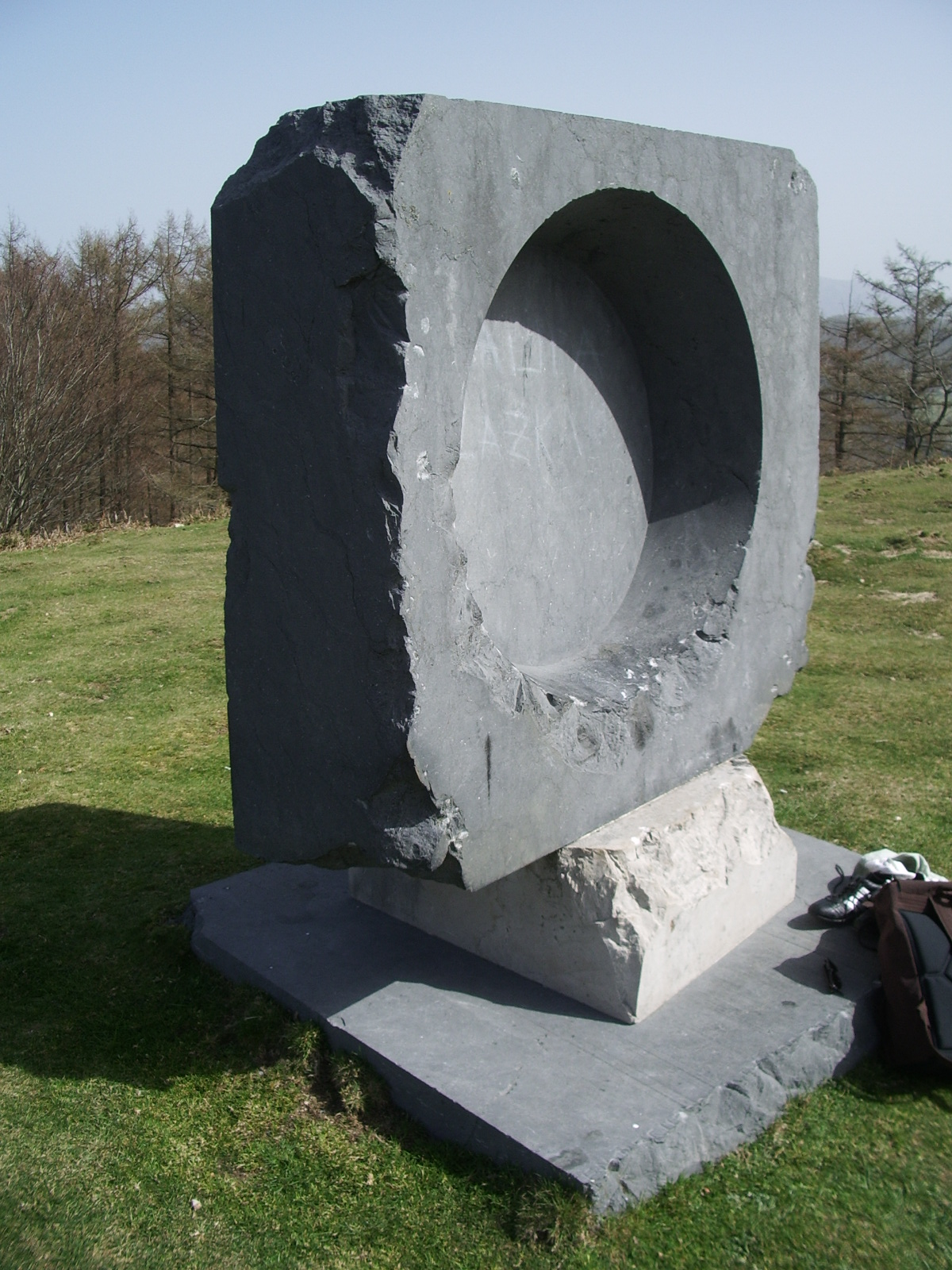
Monument Aita Donostiari oroitarria du sculpteur Jorge Oteiza à Lesaka (Nafarroa)